# Federico Girotti
Federico Girotti Bonazza (Acassuso, Buenos Aires, 2 de junio de 1999) es un futbolista profesional argentino que se desempeña en la posición de delantero y actualmente juega en Talleres de Córdoba de la Primera División de Argentina.

## Trayectoria

### River Plate
Debutó el 27 de enero de 2019 contra Patronato en el Estadio Monumental, con una derrota por 1:3. Aquel día ingresó a los 18 minutos del tiempo complementario en reemplazo de Lucas Beltrán. El 14 de noviembre de 2020 marca su primer gol en primera, en la victoria 1-0 vs Godoy Cruz por la Copa Diego Armando Maradona.
El 2 de enero de 2021, Girotti convirtió su primer gol en un Superclásico. Fue en el empate 2-2 en La Bombonera. El 7 de abril de 2021 convirtió su primer doblete ante Atlético Tucumán por la Copa Argentina 2019-20. Girotti marcó su primer gol en una competición internacional el 25 de mayo de 2021 en el choque contra Fluminense por la fase de grupos de la Copa Libertadores 2021.

### Talleres
A comienzos de febrero de 2022 se confirmó el fichaje de Girotti por parte del Club Atlético Talleres. Debutó el 7 de febrero en el segundo tiempo de un amistoso contra Belgrano donde ganarían por penales. En agosto del mismo año Girotti sufrió una luxación de rótula y la rotura del ligamento interno de su rodilla derecha en el partido frente a Vélez por los cuartos de final de la Copa Libertadores. El jugador tuvo que someterse a una cirugía que lo obligó a estar inactivo por diez meses.

### San Lorenzo
En julio de 2023 fue cedido a préstamo a San Lorenzo de Almagro por 18 meses (hasta diciembre de 2024) sin opción de compra y con cláusula de repesca cada 6 meses. El delantero tuvo su debut en la victoria 1-0 contra Lanús por la Copa de la Liga Profesional ingresando como suplente. Su primer gol con San Lorenzo lo marcó en el partido de octavos de final de la Copa Argentina frente a Belgrano que finalizó 1-0.

## Estadísticas

### Clubes
- Actualizado hasta el 9 de agosto de 2025.

| Club | Div.                | Temporada           | Liga  | Liga  | Liga   | Copas nacionales (1) | Copas nacionales (1) | Copas nacionales (1) | Copas internacionales (2) | Copas internacionales (2) | Copas internacionales (2) | Total | Total | Total  | Media goleadora(3) |
| Club | Div.                | Temporada           | Part. | Goles | Asist. | Part.                | Goles                | Asist.               | Part.                     | Goles                     | Asist.                    | Part. | Goles | Asist. | Media goleadora(3) |
| --- | ------------------- | ------------------- | ----- | ----- | ------ | -------------------- | -------------------- | -------------------- | ------------------------- | ------------------------- | ------------------------- | ----- | ----- | ------ | ------------------ |
| River Plate Argentina | 1.ª                 | 2018-19             | 1     | 0     | 0      | 0                    | 0                    | 0                    | 0                         | 0                         | 0                         | 1     | 0     | 0      | 0                  |
| River Plate Argentina | 1.ª                 | 2019-20             | 0     | 0     | 0      | 0                    | 0                    | 0                    | 0                         | 0                         | 0                         | 0     | 0     | 0      | 0                  |
| River Plate Argentina | 1.ª                 | 2020                | —     | —     | —      | 6                    | 2                    | 0                    | 4                         | 0                         | 0                         | 10    | 2     | 0      | 0.2                |
| River Plate Argentina | 1.ª                 | 2021                | 14    | 0     | 1      | 15                   | 5                    | 0                    | 9                         | 1                         | 0                         | 38    | 6     | 1      | 0.16               |
| River Plate Argentina | Total club          | Total club          | 15    | 0     | 1      | 21                   | 7                    | 0                    | 13                        | 1                         | 0                         | 49    | 8     | 1      | 0.16               |
| Talleres Argentina | 1.ª                 | 2022                | 11    | 1     | 0      | 15                   | 5                    | 0                    | 10                        | 1                         | 1                         | 36    | 7     | 1      | 0.19               |
| Talleres Argentina | 1.ª                 | 2023                | 1     | 0     | 0      | 0                    | 0                    | 0                    | 0                         | 0                         | 0                         | 1     | 0     | 0      | 0                  |
| Talleres Argentina | 1.ª                 | 2024                | 24    | 3     | 0      | 18                   | 7                    | 0                    | 8                         | 3                         | 0                         | 50    | 13    | 0      | 0.26               |
| Talleres Argentina | 1.ª                 | 2025                | 19    | 0     | 1      | 1                    | 0                    | 0                    | 6                         | 3                         | 1                         | 26    | 3     | 2      | 0.12               |
| Talleres Argentina | Total club          | Total club          | 55    | 4     | 1      | 34                   | 12                   | 0                    | 24                        | 7                         | 2                         | 113   | 23    | 3      | 0.2                |
| San Lorenzo Argentina | 1.ª                 | 2023                | —     | —     | —      | 16                   | 3                    | 0                    | 0                         | 0                         | 0                         | 16    | 3     | 0      | 0.19               |
| San Lorenzo Argentina | Total club          | Total club          | 0     | 0     | 0      | 16                   | 3                    | 0                    | 0                         | 0                         | 0                         | 16    | 3     | 0      | 0.19               |
| Total en su carrera | Total en su carrera | Total en su carrera | 70    | 4     | 2      | 71                   | 22                   | 0                    | 37                        | 8                         | 2                         | 178   | 34    | 4      | 0.19               |
| (1) Las copas nacionales se refiere a la Copa Argentina, Supercopa Argentina, Copa de la Liga Profesional y Supercopa Internacional. (2) Las copas internacionales se refiere a la Copa Libertadores. (3) Media de goles por encuentro. No incluye goles en partidos amistosos. |                     |                     |       |       |        |                      |                      |                      |                           |                           |                           |       |       |        |                    |

## Palmarés

### Campeonatos nacionales
| Título                  | Equipo      | País      | Año     |
| ----------------------- | ----------- | --------- | ------- |
| Copa Argentina          | River Plate | Argentina | 2018-19 |
| Supercopa Argentina     | River Plate | Argentina | 2019    |
| Primera División        | River Plate | Argentina | 2021    |
| Trofeo de Campeones     | River Plate | Argentina | 2021    |
| Supercopa Internacional | Talleres    | Argentina | 2023    |